# Собківська сільська рада
Собківська сільська́ ра́да — адміністративно-територіальна одиниця та орган місцевого самоврядування в Уманському районі Черкаської області. Адміністративний центр — село Собківка.

## Загальні відомості
- Населення ради: 855 осіб (станом на 2001 рік)

## Населені пункти
Сільській раді підпорядковані населені пункти:
- с. Собківка

## Склад ради
Рада складається з 12 депутатів та голови.
- Голова ради: Шевчук Тетяна Борисівна
- Секретар ради: Абраменко Зінаїда Василівна

### Керівний склад попередніх скликань
| Прізвище, ім'я, по батькові | Основні відомості                                    | Дата обрання | Дата звільнення |
| --------------------------- | ---------------------------------------------------- | ------------ | --------------- |
| Чернега Анатолій Петрович   | Сільський голова, 1960 року народження, безпартійний | 26.03.2006   | 31.10.2010      |
| Шевчук Тетяна Борисівна     | Сільський голова, 1966 року народження, освіта вища, |              |                 |

Примітка: таблиця складена за даними сайту Верховної Ради України

### Депутати
За результатами місцевих виборів 2010 року депутатами ради стали:

#### За суб'єктами висування
| Суб'єкт висування | Кількість обраних депутатів | %    |
| ----------------- | --------------------------- | ---- |
| Партія регіонів   | 7                           | 58,3 |
| Самовисування     | 5                           | 41,7 |

#### За округами
| № округу        | Прізвище, ім'я, по батькові    | Дата визнання обраним | Освіта  | Партійна приналежність | Відомості про обраного депутата                         |
| --------------- | ------------------------------ | --------------------- | ------- | ---------------------- | ------------------------------------------------------- |
| Партія регіонів |                                |                       |         |                        |                                                         |
| 1               | Черній Вадим Олексійович       | 31.10.2010            | вища    | член Партії регіонів   | Собківський НВК, вчитель                                |
| 4               | Чміль Василь Віталійович       | 31.10.2010            | середня | член Партії регіонів   | Уманське музичне училище, охоронець                     |
| 5               | Бурсак Валентина Миколаївна    | 31.10.2010            | середня | позапартійна           | Собківська сільська рада, секретар                      |
| 7               | Драченко Валерій Вікторович    | 31.10.2010            | вища    | член Партії регіонів   | ПП «Стандарт», підприємець                              |
| 9               | Герасименко Іван Михайлович    | 31.10.2010            | середня | член Партії регіонів   | Собківський НВК, слюсар — кочегар                       |
| 10              | Устенко Лідія Петрівна         | 31.10.2010            | вища    | член Партії регіонів   | Собківський НВК, вчитель                                |
| 11              | Гонтаренко Наталія Ігорівна    | 31.10.2010            | середня | позапартійна           | тимчасово не працює                                     |
| Самовисування   |                                |                       |         |                        |                                                         |
| 2               | Абраменко Зінаїда Василівна    | 31.10.2010            | вища    | член Партії регіонів   | Собківський фельдшерсько-акушерський пункт, завідувачка |
| 3               | Вікторук Андрій Павлович       | 31.10.2010            | вища    | позапартійний          | Собківська сільська рада, соціальний працівник          |
| 6               | Кремінська Тетяна Михайлівна   | 31.10.2010            | середня | позапартійна           | Собківський БК, тех. працівниця                         |
| 8               | Герасименко Марія Григорівна   | 31.10.2010            | середня | позапартійна           | Собківська сільська рада, касир, прибиральниця          |
| 12              | Іващенко Володимир Євгенійович | 31.10.2010            | вища    | член Партії регіонів   | тимчасово не працює                                     |